# Gianluca Bezzina
Gianluca Bezzina (ur. 9 listopada 1989 w Qrendi) – maltański lekarz i piosenkarz.

## Życiorys
Jest synem Sony i Charlesa Bezzinów. Ma siedmioro rodzeństwa, dwóch braci i cztery siostry. Pochodzi z rodziny o muzycznych tradycjach.
Działalność muzyczną rozpoczął od grania na akordeonie i śpiewania podczas koncertów charytatywnych, np. podczas corocznego festynu Rockestra organizowanego przez Malta Philharmonic Orchestra pod patronatem prezydenta Malty. W 2010 został wokalistą zespołu Funk Initiative grającego muzykę indie i funk. Śpiewa także w grupie modlitewnej. W lipcu 2012 podjął pracę jako lekarz.

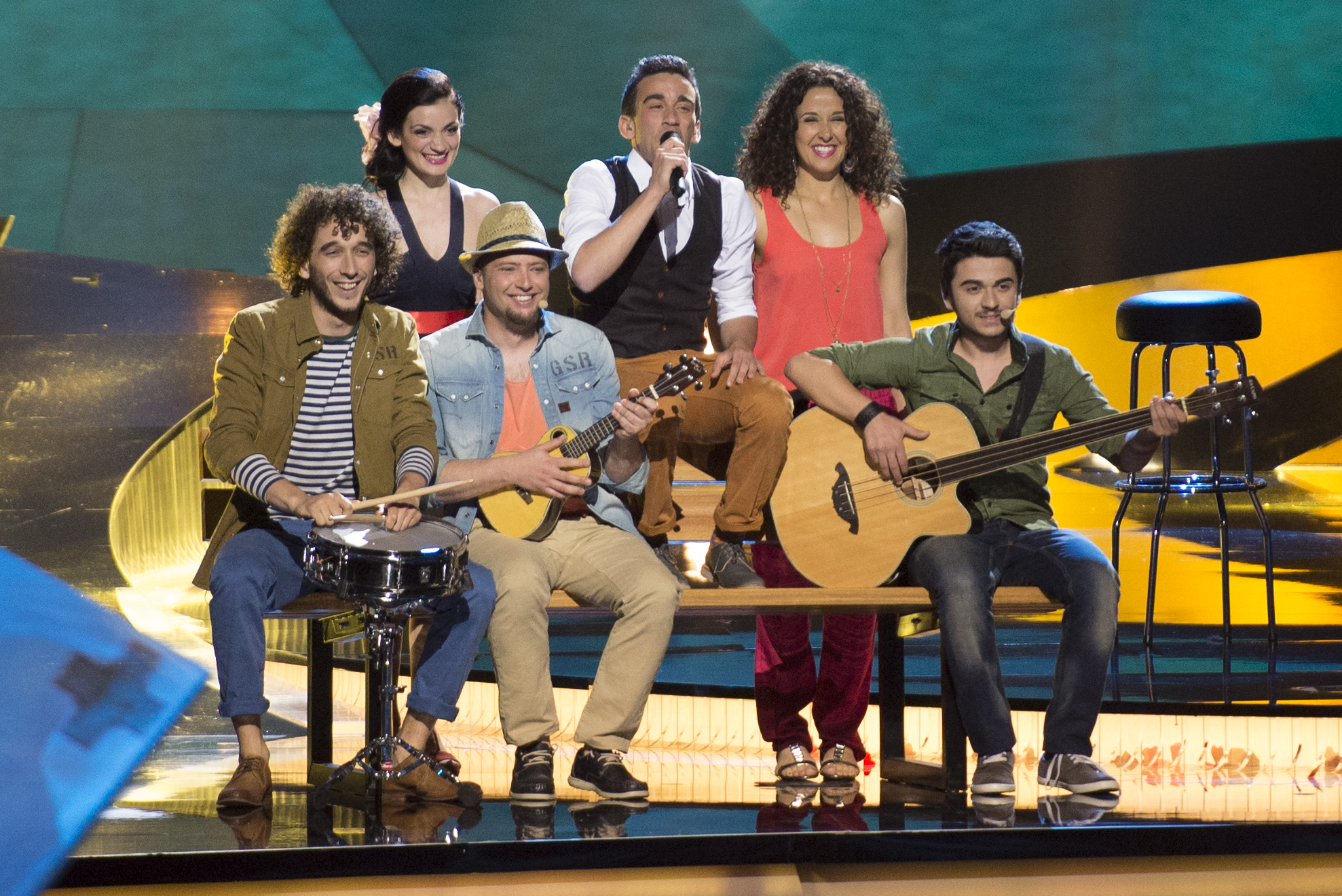
Bezzina podczas prób do występu w 58. Konkursie Piosenki Eurowizji, maj 2013

Podczas jednego z koncertów charytatywnych nawiązał współpracę z producentem muzycznym Borisem Cezkiem i autorem piosenek Deanem Muscatem, którzy napisali dla niego utwór „Tomorrow”. W 2012 zakwalifikował się z piosenką do stawki konkursowej krajowych eliminacji eurowizyjnych, zostając jednym z 24 półfinalistów. 2 lutego 2013 awansował do finału selekcji, w którym zwyciężył, zostając reprezentantem Malty w 58. Konkursie Piosenki Eurowizji organizowanym w Malmö. 16 maja wystąpił w drugim półfinale konkursu i z czwartego miejsca awansował do finału, rozgrywanego 18 maja; zajął w nim ósme miejsce po zdobyciu 120 punktów. Również w 2013 wydał pod szyldem wytwórni Albam Records debiutancki album pt. Waiting for Tomorrow. W 2014 z piosenką „Beautiful to Me”, którą nagrał z rodzinnym zespołem L-Aħwa, dotarł do finału krajowych eliminacjach do Eurowizji 2015.

## Inspiracje muzyczne
Jego muzycznymi inspiracjami są Michael Bublé, Mumford & Sons, John Mayer, Chris Tomlin i Noah and the Whale.

## Życie prywatne
5 listopada 2017 poślubił Vanessę Callus.

## Dyskografia

### Albumy studyjne
- Waiting for Tomorrow (2013)